# 馬里基納 (智利)

馬里基納（西班牙語：Mariquina），是智利的城鎮，位於該國中南部河大區的瓦爾迪維亞省，始建於1850年12月10日，面積1,320.5平方公里，海拔高度6米，2012年人口19,823人，人口密度每平方公里15人。